# Lago Chaubunagungamaug
El Lago Chaubunagungamaug, también conocido como Lago Webster, es un lago ubicado en Webster, Massachusetts, Estados Unidos.
Lago Chargoggagoggmanchauggagoggchaubunagungamaugg es el nombre original del lago, dado por la comunidad nipmuc, siendo su significado 
traducido al inglés: «Englishmen at Manchaug at the Fishing Place at the Boundary», y en español: «Ingleses en el territorio de los Manchaug, en el sitio de pesca de la frontera», aunque una traducción más humorística es más conocida: «Tú pesca en tu lado, que yo pescaré en el mío y nadie pescará en el centro» (You Fish on Your Side, I Fish on My Side, Nobody Fish in the Middle). Es el lago con el nombre más largo de Estados Unidos y es el sexto topónimo más largo del mundo.